# Station Bretten
Bahnhof Bretten is het hoofdstation van de stad Bretten in de Duitse regio Baden-Württemberg nabij Karlsruhe.
Het station staat ten westen van het centrum van de stad, en wel in stadsdeel Rinklingen.

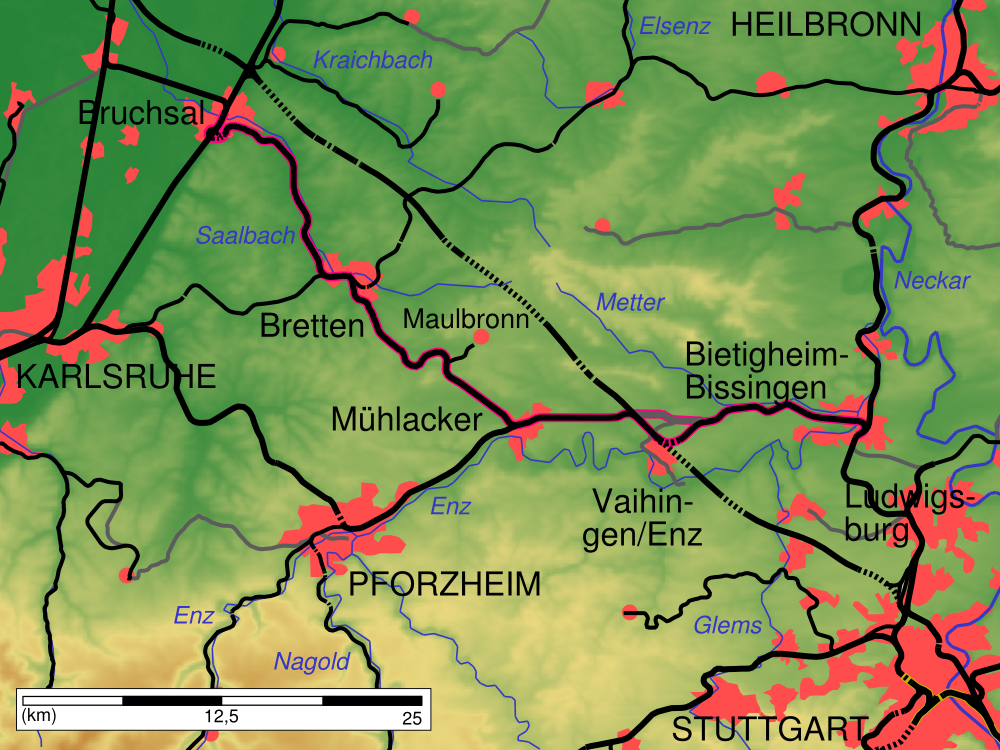
Kaart spoorlijn Bruchsal - Bietigheim-Bissingen (Westbahn, zwart-paarse lijn)
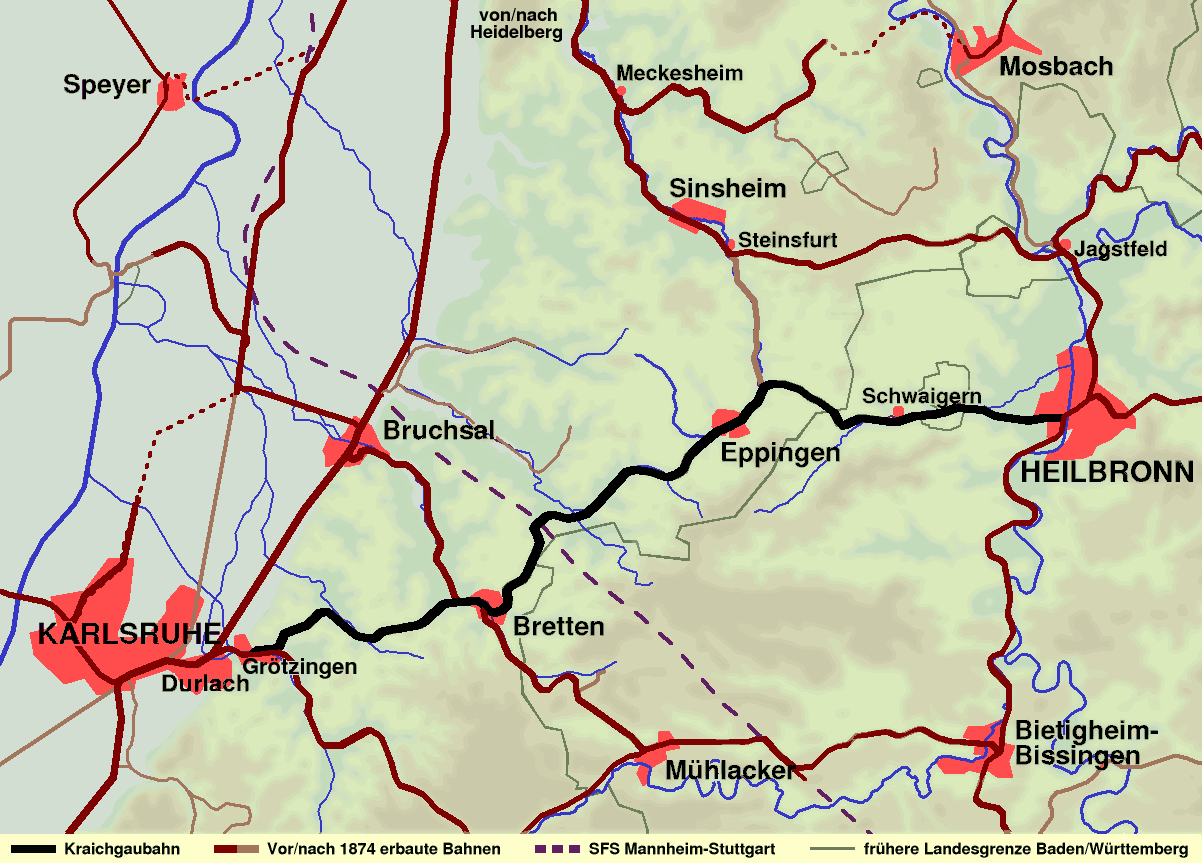
Kaart spoorlijn Karlsruhe - Heilbronn (Kraichgaubahn, zwarte lijn)

Op het station van Bretten kruisen twee spoorlijnen elkaar:
- de lijn Station Bruchsal- Bietigheim-Bissingen v.v. (Westbahn) van noordwest naar zuidoost
- de lijn Karlsruhe Hauptbahnhof - Heilbronn Hauptbahnhof v.v. (Kraichgaubahn), van west naar oost. Bijzonder is, dat deze lijn sedert 1992 ook geschikt is voor, en bereden wordt door, trams. Sneltramlijn S4 van de Stadtbahn van Karlsruhe, die door de AVG (Albtal-Verkehrs-Gesellschaft) geëxploiteerd wordt, doet het station aan. Deze rijdt van Heilbronn nog helemaal door naar Öhringen.

De treinen van en naar Bruchsal rijden ieder half uur, die van en naar Karlsruhe rijden onregelmatig, de andere 1 x per uur.
Aan de voorzijde van het station bevindt zich een busstation voor stads- en streekbussen.